# Aderus lesnei
Aderus lesnei es una especie de coleóptero de la familia Aderidae. Fue descrita científicamente por Maurice Pic en 1932.

## Distribución geográfica
Habita en Mozambique y Chemba (Tanzania).